# Могсохонский сомон
Се́льское поселе́ние «Могсохонский сомон» (бур. Могсохоной һомон) — муниципальное образование в Кижингинском районе Бурятии Российской Федерации.
Административный центр — улус Могсохон.

## История
Статус и границы сельского поселения установлены Законом Республики Бурятия от 31 декабря 2004 года № 985-III «Об установлении границ, образовании и наделении статусом муниципальных образований в Республике Бурятия»

## Население
| 2002 | 2011  | 2012  | 2013  | 2014  | 2015  | 2016 |
| ---- | ----- | ----- | ----- | ----- | ----- | ---- |
| 1063 | ↗1115 | ↘1059 | ↘1052 | ↘1027 | ↘1026 | ↘994 |
| 2017 | 2018  | 2019  | 2020  | 2021  | 2023  | 2024 |
| ↘963 | ↘944  | ↘918  | ↘900  | ↘807  | ↘786  | ↘767 |

## Состав сомона
| № | Населённый пункт | Тип населённого пункта       | Население |
| - | ---------------- | ---------------------------- | --------- |
| 1 | Могсохон         | улус, административный центр | ↘767      |